# Scotts Shipbuilding and Engineering Company
Scotts Shipbuilding and Engineering Company Limited (часто называемая просто Scotts) — шотландская судостроительная фирма, находившаяся в Гриноке на реке Клайд. За время своего существования в Гриноке фирма Scotts построила более 1250 кораблей.

## История
Компанию основал Джон Скотт, начав судостроение в Гриноке в 1711 году. Семья Скотта стала владельцем Greenock Foundry в 1790 году, а C. G. Скотт начал постройку судов на верфи Cartsdyke Dockyard в 1850 году, как Scott & Company.
Джон Скотт (II) и Роберт Скотт в 1883 году купили прилегающую верфь R Steele & Company и основали верфь Cartsburn Dockyard, которая была предназначена для военно-морского судостроения. К 1900 году основными акционерами были John Swire & Company, а Генри Скотт был директором Swire Scotts. В 1900—1901 годах он руководил строительством верфи Taikoo Dockyard в Гонконге.
В 1925 году Скотт стал владельцем Cartsdyke Mid Yard Ross & Marshall. В 1934 году они обменяли свою верфь Cartsdyke East на верфь Cartsdyke Mid с компанией Greenock Dockyard Ltd. В июне 1965 года компания приобрела Scott’s & Sons (Bowling) Ltd, а в декабре 1965 года Scott’s объединилась с Greenock Dockyard Company, а верфи Cartsburn и Cartsdyke были полностью интегрированы в 1966 году. В 1967 году Компания объединилась с Lithgows и образовала Scott Lithgow Ltd, работающую как Scotts Shipbuilding Co (1969) Ltd. Scott Lithgow Ltd была национализирована British Shipbuilders в 1977 г.

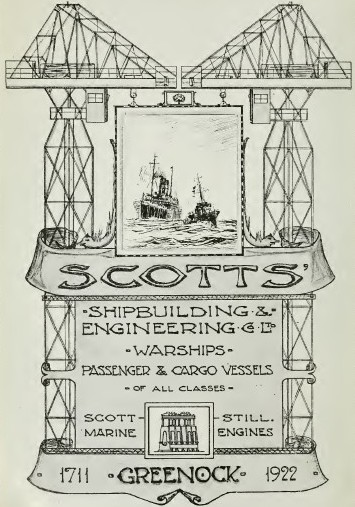
Реклама в Военно-морском ежегоднике Брасси, 1923 г.

Верфь Cartsdyke была закрыта в 1979 году, а Cartsburn — в 1984 году. В 1983 году компания Scott Lithgow и верфи были проданы Trafalgar House. В дальнейшем судостроительное производство свернули, и 270-летняя судостроительная компания Scott окончательно прекратила деятельность в 1993 году. В период с 1988 по 1997 год верфи Cartsburn и Cartsdyke были постепенно снесены и преобразованы в страховые офисы, компьютерные склады и рестораны быстрого питания.
В 2011 году музей и художественная галерея Маклина в Гриноке отметили компании.

## Известные корабли
Среди построенных известных судов были первые лайнеры Royal Mail Steam Packet Company Clyde, Dee, Solway и Tweed в 1841 году, SS Thetis 1857 года, которые Джон Скотт (1830—1903) финансировал сам, чтобы проверить свою концепцию двигателя высокого давления. Сложный двигатель, который работал при давлении около 120 psi (8,4 ат), был установлен в 1903 году в Thetis, ранний танкер Narragannsett, барк Archibald Russell, британские подводные лодки типа S в 1914 году, крейсер HMS Глазго в 1937 г. и буровое судно Ben Ocean Lancer в 1977 г.
Основными клиентами Scotts были Alfred Holt & Co (Blue Funnel Line) — 88 судов, The China Navigation Company / John Swire Ltd — 95 судов и Королевский флот —114 судов. Заместитель Скотта Джеймс Ричардсон изобрел шноркель для подводных лодок, на который ему был выдан патент Великобритании № 106330 от 1917 года, однако Адмиралтейство не приняло его на вооружение Королевского флота.

## В популярной культуре
Картины некоторых судов, построенных Скоттом, были нарисованы морским художником Гринока Уильямом Кларком (Музей транспорта Глазго). Картина, изображающая спуск в 1818 году деревянного корабля «Кристиан» на верфи Scotts, была написана англо-американским художником-маринистом Робертом Сэлмоном (Музей транспорта Глазго).

## Дальнейшее чтение
- The Battleship Builders: Constructing and Arming British Capital Ships. — Naval Institute Press, 2013. — ISBN 978-1-59114-027-6.